# Für immer Frühling
Für immer Frühling ist ein deutscher Fernsehfilm der Frühling-Fernsehserie von Michael Karen. Er wurde erstmals am 19. Juni 2011 im ZDF ausgestrahlt und ist der Auftaktfilm zur Serie.
Die einzelnen Folgen drehen sich um Katja Baumann, gespielt von Simone Thomalla, die aus familiären Gründen ihre Anstellung und ihren bisherigen Wohnort München verlässt, um als Dorfhelferin in dem kleinen bayerischen Dorf Frühling Familien in Notsituationen zur Seite zu stehen. Mit ihrer einfühlsamen Art versucht sie, den Frühling in die Herzen der Menschen zu tragen.
Marco Girnth ist in einer wiederkehrenden Rolle als Tierarzt Mark Weber besetzt. Die Haupt-Gaststars dieser Folge sind Michaela May, Götz Schubert, und Irm Hermann. 

## Handlung
Katja Baumann ist eine beliebte Krankenschwester in einem Münchner Krankenhaus. Als sie eines Tages zum Feierabend dem kleinen Tim Lechner begegnet, ahnt sie nicht, dass dies der Beginn eines ganz neuen Lebensabschnitts für sie werden soll. Sie hat gerade ihren gesamten Jahresurlaub bei ihrem Arbeitgeber eingereicht, um mit ihrem Mann Peter auf eine sechswöchige Reise zu gehen. Nachdem dieser anklingen lässt, dass er aus beruflichen Gründen die Reise gern verschieben würde, entscheidet sich Katja spontan, der krebskranken Patientin Inge Lechner zu helfen. Die Frau ist alleinerziehend und hat neben Tim zwei weitere Kinder, die während ihrer Abwesenheit von einer Dorfhelferin betreut werden, mit der die Kinder jedoch nicht klarkommen.
Als Katja das kleine Dorf Frühling erreicht, trifft sie auf den Tierarzt Mark Weber, der, gerade aus Leipzig kommend, sich hier niederlassen will. Mit seiner Hilfe findet sie nach längerer Suche zum Hof der Lechners und lernt dort die Dorfhelferin Britta Finkbeiner kennen. Diese berichtet von ihrer abwechslungsreichen Arbeit und über die Probleme, die sie mit den Lechnerkindern hat. Katja hatte Tim bereits kennengelernt, als er seine Mutter im Krankenhaus besuchte. Er fasste schon damals Vertrauen zu ihr und bat sie, bei ihnen zu bleiben. Da Katja das Schicksal der Lechners sehr nahe geht, beschließt sie, ihren Urlaub zu opfern und der Familie beizustehen.
Dorfhelferin Britta Finkbeiner zeigt sich zunächst skeptisch und auch ein wenig übergangen und zweifelt an Katjas Kompetenz, einen Bauernhof bewirtschaften zu können, doch fügt sie sich Inge Lechners Wunsch und überlässt Katja den Hof und die Kinder. Schnell gelingt es Katja, auch zu der sechzehnjährigen Danni Lechner Zugang zu finden, was Britta Finkbeiner die gesamte Zeit über nicht gelungen war. Katja erkennt das Problem, mit dem das Mädchen sich herumschlägt: Danni fühlt sich von allen verlassen, denn erst verstarb ihr Vater, danach verließ ihre Großmutter den Hof und nun ist sie mit ihrer Angst allein, dass auch ihre Mutter sie für immer verlassen könnte. Inge Lechners Zustand verschlechtert sich nach einer Operation insoweit, als sie ins Koma fällt. 
Zu diesen Sorgen kommen noch finanzielle Schwierigkeiten. So bittet Katja ihren Mann, der Rechtsanwalt ist, für eine rechtliche Absicherung zu sorgen, um eine drohend bevorstehende Zwangsvollstreckung abzuwenden. Außerdem nimmt Katja Kontakt zur Bank auf. 
Bei Katjas Arbeit auf dem Lechnerhof kommt sie erneut mit dem Tierarzt Mark Weber in Kontakt, der ihr Avancen macht. Sie macht ihm jedoch unmissverständlich klar, dass sie nur gute Freunde werden könnten. Trotzdem kümmert er sich nahezu täglich um Katja, den Hof und die Tiere und kann sogar mit einem veterinärmedizinischen Trick die Zwangsvollstreckung und die Pfändung der Tiere verhindern. Katja versucht indessen mit Therese Lechner, der Großmutter der Kinder, in Kontakt zu kommen und redet ihr ins Gewissen. Sie hat Erfolg und die vergrämte Frau wendet sich endlich wieder ihren Enkelkindern zu.
Während Katja in Frühling und fern von München ist, muss sie bei einer Stippvisite zuhause feststellen, dass ihr Mann Peter sie betrügt. Obwohl er seine Frau um Verzeihung bittet, verlässt sie kurzerhand München für immer und siedelt sich in Frühling an, um dort fortan als Dorfhelferin zu arbeiten. Da Mark Weber in seinem großen Haus einige Zimmer frei hat, mietet sich Katja bei ihm ein.

## Produktion
Die Episode wurde vom ZDF in Zusammenarbeit mit „Seven Dogs Filmproduktion“ und teamWorx Television & Film produziert und im Rahmen der ZDF-„Herzkino“-Reihe ausgestrahlt. Drehort war unter anderem Jachenau im Tölzer Land.

## Rezeption

### Einschaltquote
Bei der Erstausstrahlung am 19. Juni 2011 wurde Für immer Frühling in Deutschland von 6,22 Millionen Zuschauern gesehen, was einem Marktanteil von 17,9 Prozent entsprach.

### Kritik
Rainer Tittelbach von tittelbach.tv kam zu der Wertung: „Die Probleme in ,Für immer Frühling‘ bewegen sich zwar auf Wohlfühlfilm-Niveau, aber dieser deutlich als Auftakt zu einer Reihe konzipierte Film von Michael Karen ist im Rahmen des ZDF-Sonntagsfilms durchaus eine willkommene Abwechslung. Auch, weil nicht Christine Neubauer, sondern Simone Thomalla sich im Freistaat Bayern Gummistiefel und Latzhose überstreift. Es war offenbar die Absicht der Produktionsfirmen, nicht zu sehr auf die weißblaue Farbe zu setzen – und so holten Scharf & Co neben Michaela May und Irm Hermann als Ur-Bayerinnen noch Marco Girnth und Götz Schubert mit in dieses muntere Dramolett, das Kinderkram und Krebs, Witz und Warmherzigkeit – präsentiert mit frischem Soundtrack und luftigen Bildern – überraschend gut miteinander koordiniert bekommt. Und am Schliersee ist die Welt plötzlich wieder in Ordnung.“
Die Kritiker der Fernsehzeitschrift TV Spielfilm urteilten: „Diese Frau schafft einfach alles, was ihr das Drehbuch an Herausforderungen, Albernheiten und Triefigkeiten zumutet. Kann sie uns die Telefonnummer ihres Motivationstrainers geben?“ Fazit: „Frau T. gibt alles in einer grenzwertigen Story“.